# Khadawa Bangai
Khadawa Bangai – gaun wikas samiti w zachodniej części Nepalu w strefie Lumbini w dystrykcie Rupandehi. Według nepalskiego spisu powszechnego z 2001 roku liczył on 1238 gospodarstw domowych i 7788 mieszkańców (3894 kobiet i 3894 mężczyzn).